# Johann Wolfgang Döbereiner

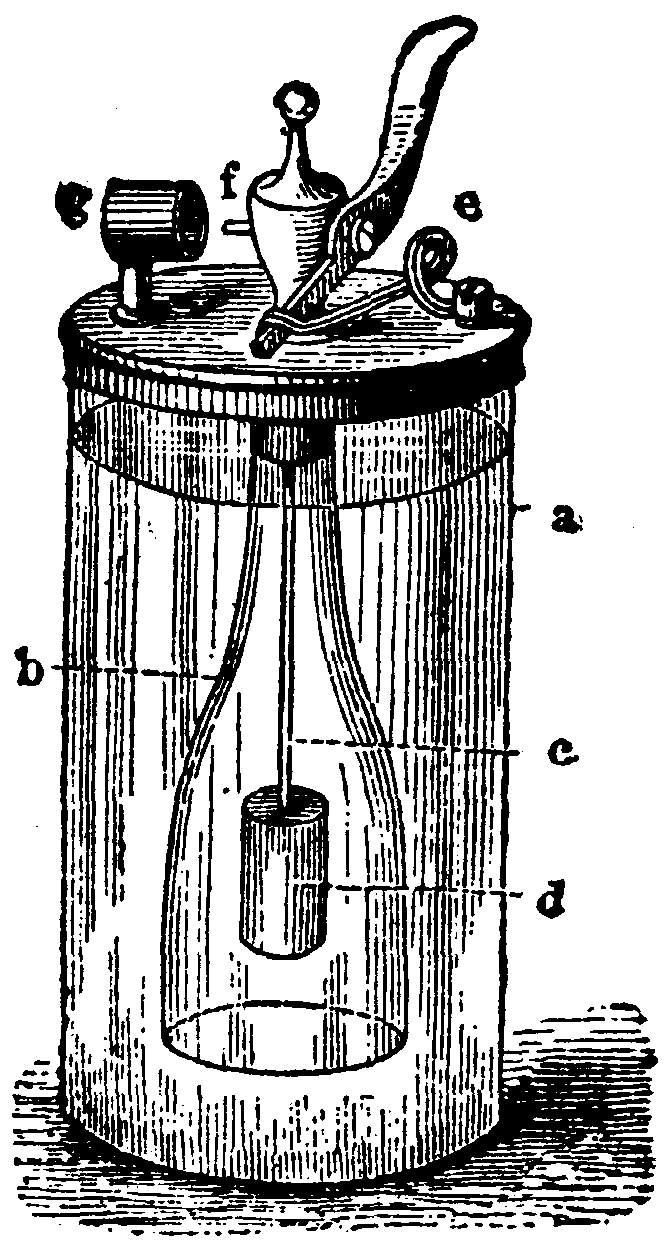
Lampa Döbereinera

Johann Wolfgang Döbereiner (ur. 13 grudnia 1780 w Hof, zm. 24 marca 1849 w Jenie) – niemiecki chemik, profesor Uniwersytetu w Jenie od 1810 roku.
Prowadził badania nad systematyką pierwiastków chemicznych oraz prowadził prace nad katalitycznym działaniem platyny, procesami fermentacji oraz reakcją utleniania dwutlenku siarki. Otrzymał tzw. dymiący kwas siarkowy. Autor tzw. prawa triad pierwiastków. W 1817 roku jako pierwszy próbował usystematyzować pierwiastki na podstawie ich mas atomowych. Układał symbole w triady pierwiastków o podobnych właściwościach. W 1829 wykrył wśród niektórych znanych ówcześnie pierwiastków tzw. triady Döbereinera. Wynalazł w 1823 roku lampę zwaną lampą Döbereinera. Döbereiner zajmował się również syntezą organiczną.